# Rechtaid Rígderg
Rechtaid Rígderg il re rosso (fl. VII secolo a.C.) figlio di Lugaid Laigde, fu un leggendario re supremo d'Irlanda del VII secolo a.C..
Figlio di Lugaid Loígde, salì sul trono dopo aver ucciso Macha. Regnò per venti anni, fino a quando fu ucciso da Úgaine Mor.

## Fonti
- Seathrún Céitinn, Foras Feasa ar Éirinn 1.28
- Annali dei Quattro Maestri M4546-4566